# Amt Hörnerkirchen
Das Amt Hörnerkirchen ist ein Amt im Norden des Kreises Pinneberg in Schleswig-Holstein. Der Verwaltungssitz des Amtes befindet sich in Barmstedt.
Das Amt Hörnerkirchen grenzt im Norden, im Osten und im Westen an den Kreis Steinburg und im Süden an das Amt Rantzau und das Amt Elmshorn-Land.

## Amtsangehörige Gemeinden
- Bokel
- Brande-Hörnerkirchen
- Osterhorn
- Westerhorn

## Geschichte
Das Amt wurde am 1. Oktober 1889 gebildet. Seit dem 1. Januar 2008 bildet das Amt Hörnerkirchen mit der Stadt Barmstedt eine Verwaltungsgemeinschaft, der Sitz des Amtes wurde nach Barmstedt verlegt. Im Amtshaus in Brande-Hörnerkirchen wird weiterhin ein Bürgerbüro betrieben.